# スーパーワイドぴいぷる
『スーパーワイドぴいぷる』とは、1985年4月8日から1986年4月4日にかけてTBSラジオ（当時は東京放送のラジオ部門）で放送されていた生放送の大型ワイド番組である。

## 放送時間
- 毎週月曜日 - 水曜日、金曜日 8:30 - 16:00（1985年4月8日 - 同年10月4日）
- 毎週月曜日 - 金曜日 8:30 - 16:00（1985年10月7日 - 1986年4月4日）

## 番組沿革

### 番組開始の背景
TBSラジオでは、1974年4月13日から土曜日に大型の生ワイド番組を編成し、『永六輔の土曜ワイドおはようからこんにちは・人間バンザイ』から『三國一朗の土曜ワイド』を経て、久米宏がメインパーソナリティを務めた『土曜ワイドラジオTOKYO』が爆発的人気を得ていたが、久米が1985年10月7日にスタートする『ニュースステーション』（テレビ朝日系列）に備えるために同年3月30日限りで降板することとなり、同時に『土曜ワイド』を午前主体に切り替えることとなった。これを機に、TBSラジオは各局横並びの「生活の伴奏」的なラジオを脱し、新たな情報を送り出す大目標に向かって、『三菱ふそう全国縦断・榎さんのおはようさん〜!』『全国こども電話相談室』『若山弦蔵の東京ダイヤル954』以外の9時間半に及ぶ番組枠を全て刷新する大改編を行い、そのうちの8時台後半から3時台を『土曜ワイド』のノウハウを活かして、平日の大型生ワイド番組を編成することとなった。
また、「今どの局も似たような番組が並んでいるのは横割りの帯番組担当者がいずれも生活時間帯に合わせる事だけを考えて作っているせいではないか。ひな祭りなどの行事がある時はそれぞれの番組が取り上げるから結果的に同じ話題の繰り返しになってリスナーをうんざりさせてはいないか」という反省から、生活時間別に月曜日から金曜日まで同じパーソナリティが担当し、同じコーナー枠やフロート番組が放送される概ね2〜3時間のワイド番組を並べた「横割り編成」を撤廃。リスナーと生活時間を共有するため、午前から午後へ長時間の放送枠を確保して曜日別に違うパーソナリティを配し、曜日ごとに違う内容で放送する「縦割り編成」とする形に改められた。当時の制作常務によると「縦割り編成」は「責任体制を明確にしよう」というねらいも兼ねており、制作スタッフも各曜日ごとに割り当てられた。制作常務は「スタッフのやる気を掻き立てたようだしお互いにいい番組を作ろうと競争意識も生まれると期待している。おふざけばかりではなく聞いてちょっとでも得したと思える情報を」と述べていた。制作スタッフは若手ディレクターを集中的に投入。それを中心として各曜日ごとにチーフディレクター1人・ディレクター2人の5チームを組み、パーソナリティ任せの手慣れた番組づくりを一掃して日々新たなメッセージを発信し生放送を活性化しようと意図した。あたかも『土曜ワイド』の帯番組版を競作するのに似て、手詰まりのワイド番組の脱出口として大いに期待された。

### 番組開始
3年半の中断期間を含めて15年間続いた平日帯の朝ワイド番組『こんちワ近石真介です』（9:00 - 11:40）と、林美雄が担当していた『林美雄の歌謡ワイド昼一番』（12:15 - 13:00）、「お色気大賞」で人気を博していた昼ワイド番組『大沢悠里のがんばってますかー!昼はまるごと歌謡曲』（13:00 - 16:00）を終了させ、それまで11・12時台に独立番組として放送していた『浜美枝のいい人みつけた』（11:40 - 11:50）、『永六輔の誰かとどこかで』（11:50 - 12:00）、『おひるのニューススタジオ』（12:00 - 12:15、『TBSニュース』を15分枠にして放送）を内包。木曜日のみ別番組の『村野武憲のいきなりラジオ』となる変則編成となり、ラジオとは縁のない文化人をメインパーソナリティに据えた大型改編であった。放送開始当初の当番組のキャッチフレーズは「ラジオ丸の冒険」。番組内では曜日を横断する共通性を持たせるため、午前帯と午後帯に横並びのコーナーを設けた。また、午後からの1時間30分にはパーソナリティごとの得意分野の特集とした。縦割りを結ぶ横の連携はそれまで放送されていた『秋山ちえ子の談話室』『東食ミュージックプレゼント』『誰かとどこかで』など耳になじんだフロート番組のみだった。営業部では曜日別編成に対応する縦と横を組み合わせた「ビンゴ・セールス」と呼ばれるPTセールスを時間帯を決めて推進した。しかし、日替わりパーソナリティとなったことで日ごとに個性と内容が違い過ぎて、それまでのリスナーの聴取習慣に馴染まなかったということもあり、放送開始されるとリスナーが『玉置宏の笑顔でこんにちは!』（ニッポン放送）等に流出し、1985年5月の聴取率調査では1.2%という低聴取率に喘ぐこととなってしまった。制作スタッフ達が「習慣的な聴取、ながら聴取ではなく目的を持ってラジオを聞いてもらえる番組にしよう」と意識しすぎた結果、話題が非日常的な難しい方向に発展してしまい必ずしもリスナーが望むものにはならなかった。さらに当時午前と午後に放送されていた「三越ラジオショッピング」（1992年10月に三越が撤退してからは「TBSラジオショッピング」として放送中）の売上げが低下しリスナー離れの兆候が現れたが、番組は簡単に進路を変更できず、遂には同年8月の日本航空123便墜落事故の発生時に、緊急報道に即応する意識が働かなかった結果「何はともあれ現場中継」という基本的な態勢を組むことができない事態に陥った。

### エピソード
月曜日担当だった木村晋介は、午前の前番組の内包番組である『ラジオ身の上相談』での明快な回答を買われての抜擢だったが、7時間30分をまるまる身の上相談に費やすような内容であったため、たちまち苦情が来たという。また、改編に伴って人気コーナーの「お色気大賞」が撤廃されてしまったため、コーナー終了を惜しむはがきがTBSラジオ宛てに届いた。

### 番組終了
結果体制を立て直すため、1985年10月7日から、リスナーに顔を向けた番組作りを強く意識し、てこ入れ策として『村野武憲のいきなりラジオ』として独立していた木曜日を吸収合併し、内容の一新を行った。それまでのパーソナリティ陣は全員降板させ、前任のサポート役として出演していた桝井論平は木曜日から金曜日に昇格・異動させた。他の4曜日にはラジオの経験が豊富な小島一慶・松宮一彦・大沢悠里（前番組終了から半年ぶりの復帰）・生島ヒロシと当時のTBSの看板アナウンサーをメインパーソナリティに立て、TBS離れが激しかった女性リスナー向けに午後1時台に15分の「愛のドラマシリーズ」コーナーを設けるなどして回復を図ったが、1985年12月の聴取率調査では1.0%という三社（TBS・文化放送・ニッポン放送）の中での最低記録を更新し、低聴取率を回復するには至らず、この大幅な改編は結果的に失敗した。1986年4月4日をもって番組は終了。「縦割り編成」は結局1年で撤廃され、以後2022年現在に至るまでTBSラジオでは再び採用されていない。7時間30分の放送枠は、水曜日の大沢悠里、金曜日の桝井論平、月曜日の小島一慶の各パーソナリティが続投した上で、『大沢悠里のゆうゆうワイド』（8:30 - 12:00）、『ロンペーのときめきランチタイム』（12:15 - 12:45）、『一慶の歌謡大放送』（13:00 - 16:00）に分割された。『おひるのニューススタジオ』は再び独立番組となったが、一年後の1987年4月に『ときめきランチタイム』と統合し『ロンペーのお昼にしましょう!』（1989年4月に菅原牧子への交代を経て、1996年3月の廃枠時点では小島がパーソナリティの『おまたせ一慶まっぴるま!→今日も一慶まっぴるま!』）となって以降、1996年4月の『ゆうゆうワイド』4時間半化による廃枠までこの体制が続く。
当番組について、パーソナリティを務めた者も、内包番組担当者すら触れておらず、同局でのタブーに近い扱いとなっている。ただ、社史「TBS50年史」においては上記の通り触れられている部分がある。

## 歴代のパーソナリティ
- 月曜日
  - 木村晋介・牧嶋博子（1985年4月8日 - 同年9月30日）
  - 小島一慶・建入ひとみ（1985年10月7日 - 1986年3月31日）
- 火曜日
  - 長谷川和彦・相沢早苗（1985年4月9日 - 同年10月1日）
  - 松宮一彦・藤田恒美（1985年10月8日 - 1986年4月1日）
- 水曜日
  - 桝井論平・嵐山光三郎（1985年4月10日 - 同年10月2日）…嵐山は13:00〜14:30の『特集枠』のみの出演で、その他の時間は桝井が1人で進行。
  - 大沢悠里・神津栄子（1985年10月9日 - 1986年4月2日）
    - 嵐山は途中降板し、桝井は金曜日に移動する。
- 木曜日
  - 生島ヒロシ・本城ゆき（1985年10月10日 - 1986年4月3日）
    - （1985年4月11日 - 同年10月3日）の村野武範いきなりラジオも、番組表等ではこの番組の一部と案内されているものもある。同番組のパーソナリティは村野と中里雅子[4]。
- 金曜日
  - 山際淳司・遠藤泰子（1985年4月12日 - 同年10月4日）
  - 桝井論平・岩崎直子（1985年10月11日 - 1986年4月4日）

太字は担当当時TBSアナウンサー

## タイムテーブル
出典はTBSラジオ番組表より。

### 1985年4月
|                                                           | 月曜日                                                                     | 火曜日                                                                     | 水曜日                                                                     | 木曜日                                                                     | 金曜日                                                                     |
| 8:30 「おしゃべりモーニング」                             | 8:30 「おしゃべりモーニング」                                              | 8:30 「おしゃべりモーニング」                                              | 8:30 「おしゃべりモーニング」                                              | 8:30 「おしゃべりモーニング」                                              | 8:30 「おしゃべりモーニング」                                              |
| --------------------------------------------------------- | -------------------------------------------------------------------------- | -------------------------------------------------------------------------- | -------------------------------------------------------------------------- | -------------------------------------------------------------------------- | -------------------------------------------------------------------------- |
|                                                           | 世間情報〜とびだせ一般人〜                                                 | おはよう長谷川和彦です                                                     | おはようぴいぷる                                                           | いきなりラジオ〜それぞれの朝〜                                             | 今日のクローズアップ                                                       |
| 8:45                                                      | はがきでこんにちは                                                         | はがきでこんにちは                                                         | はがきでこんにちは                                                         | はがきでこんにちは                                                         | はがきでこんにちは                                                         |
| 8:50                                                      | 都民ニュース                                                               | 都民ニュース                                                               | 都民ニュース                                                               | 都民ニュース                                                               | 都民ニュース                                                               |
| 8:50                                                      | TBSニュース・交通情報・天気予報                                            | TBSニュース・交通情報・天気予報                                            | TBSニュース・交通情報・天気予報                                            | TBSニュース・交通情報・天気予報                                            | TBSニュース・交通情報・天気予報                                            |
| 9:00 「パノラマジャーナル」                               |                                                                            |                                                                            |                                                                            |                                                                            |                                                                            |
|                                                           | 世直しニッポン〜法律を作ろう〜                                             | 日本ふしぎ不思議〜世界のパンツ〜                                           | ザ・夫婦                                                                   | 常識と良識                                                                 | 今日のぴいぷる                                                             |
| 9:25                                                      | 交通情報                                                                   | 交通情報                                                                   | 交通情報                                                                   | 交通情報                                                                   | 交通情報                                                                   |
| 9:30                                                      | パノラマジャーナルⅡ                                                        | パノラマジャーナルⅡ                                                        | パノラマジャーナルⅡ                                                        | パノラマジャーナルⅡ                                                        | パノラマジャーナルⅡ                                                        |
| 9:45                                                      | 陳平流お金の話                                                             | 陳平流お金の話                                                             | 陳平流お金の話                                                             | 陳平流お金の話                                                             | 陳平流お金の話                                                             |
| 9:55                                                      | 交通情報                                                                   | 交通情報                                                                   | 交通情報                                                                   | 交通情報                                                                   | 交通情報                                                                   |
| 10:00                                                     | 秋山ちえ子の談話室                                                         | 秋山ちえ子の談話室                                                         | 秋山ちえ子の談話室                                                         | 秋山ちえ子の談話室                                                         | 秋山ちえ子の談話室                                                         |
| 10:15 花王奥様ラジオ横丁「女の眼・男の眼」                |                                                                            |                                                                            |                                                                            |                                                                            |                                                                            |
|                                                           | おばさんず ぼでい                                                          | ラジオ世論調査                                                             | ロンペー・クリニック                                                       | 清水国明の育児日記                                                         | 世の中の子供たち                                                           |
| 10:25                                                     | 交通情報                                                                   | 交通情報                                                                   | 交通情報                                                                   | 交通情報                                                                   | 交通情報                                                                   |
| 10:30                                                     | 東食ミュージックプレゼント                                                 | 東食ミュージックプレゼント                                                 | 東食ミュージックプレゼント                                                 | 東食ミュージックプレゼント                                                 | 東食ミュージックプレゼント                                                 |
| 11:00                                                     | TBSニュース                                                                | TBSニュース                                                                | TBSニュース                                                                | TBSニュース                                                                | TBSニュース                                                                |
| 11:05                                                     | 味の素 ハート・オブ・ポップス                                              | 味の素 ハート・オブ・ポップス                                              | 味の素 ハート・オブ・ポップス                                              | 味の素 ハート・オブ・ポップス                                              | 味の素 ハート・オブ・ポップス                                              |
| 11:20                                                     | パーソナリティゾーン                                                       | パーソナリティゾーン                                                       | パーソナリティゾーン                                                       | パーソナリティゾーン                                                       | パーソナリティゾーン                                                       |
| 11:30                                                     | 交通情報                                                                   | 交通情報                                                                   | 交通情報                                                                   | 交通情報                                                                   | 交通情報                                                                   |
| 11:35                                                     | 浜美枝のいい人みつけた                                                     | 浜美枝のいい人みつけた                                                     | 浜美枝のいい人みつけた                                                     | 浜美枝のいい人みつけた                                                     | 浜美枝のいい人みつけた                                                     |
| 11:45                                                     | 永六輔の誰かとどこかで                                                     | 永六輔の誰かとどこかで                                                     | 永六輔の誰かとどこかで                                                     | 永六輔の誰かとどこかで                                                     | 永六輔の誰かとどこかで                                                     |
| 12:00                                                     | おひるのニューススタジオ（ニュース・気象現況・東京23区だより・多摩だより） | おひるのニューススタジオ（ニュース・気象現況・東京23区だより・多摩だより） | おひるのニューススタジオ（ニュース・気象現況・東京23区だより・多摩だより） | おひるのニューススタジオ（ニュース・気象現況・東京23区だより・多摩だより） | おひるのニューススタジオ（ニュース・気象現況・東京23区だより・多摩だより） |
| 12:15 - 13:00「サウンドパーク〜ライトな気分でCDブレイク」 |                                                                            |                                                                            |                                                                            |                                                                            |                                                                            |
| 12:15                                                     | 近石真介のランチタイムトーク                                               | 近石真介のランチタイムトーク                                               | 近石真介のランチタイムトーク                                               | 近石真介のランチタイムトーク                                               | 近石真介のランチタイムトーク                                               |
| 12:30                                                     | 不明                                                                       | 不明                                                                       | 不明                                                                       | 不明                                                                       | 不明                                                                       |
| 12:40                                                     | 読売けいざい気象現況                                                       | 読売けいざい気象現況                                                       | 読売けいざい気象現況                                                       | 読売けいざい気象現況                                                       | 読売けいざい気象現況                                                       |
| 12:45                                                     | くらしの話題                                                               | くらしの話題                                                               | くらしの話題                                                               | くらしの話題                                                               | くらしの話題                                                               |
| 12:50                                                     | 交通情報                                                                   | 交通情報                                                                   | 交通情報                                                                   | 交通情報                                                                   | 交通情報                                                                   |
| 13:00                                                     | TBSニュース                                                                | TBSニュース                                                                | TBSニュース                                                                | TBSニュース                                                                | TBSニュース                                                                |
| 13:05 「ぴいぷるスペシャル」                              |                                                                            |                                                                            |                                                                            |                                                                            |                                                                            |
|                                                           | ラジオ宝島                                                                 | 長谷川和彦のザ・スペシャル                                                 | 嵐山編集長のスイスイスイヨービ                                             | ラジオ産業革命 〜サクセス・ウーマン                                        | 人間列島90分                                                               |
| 14:30                                                     | 交通情報                                                                   | 交通情報                                                                   | 交通情報                                                                   | 交通情報                                                                   | 交通情報                                                                   |
| 14:35                                                     | 商店街クイズ                                                               | 商店街クイズ                                                               | 商店街クイズ                                                               | 商店街クイズ                                                               | 商店街クイズ                                                               |
| 14:50                                                     | 三越ラジオショッピング                                                     | 三越ラジオショッピング                                                     | 三越ラジオショッピング                                                     | 三越ラジオショッピング                                                     | 三越ラジオショッピング                                                     |
| 14:55                                                     | 首都圏交通情報                                                             | 首都圏交通情報                                                             | 首都圏交通情報                                                             | 首都圏交通情報                                                             | 首都圏交通情報                                                             |
| 15:00                                                     | TBSニュース・天気予報                                                      | TBSニュース・天気予報                                                      | TBSニュース・天気予報                                                      | TBSニュース・天気予報                                                      | TBSニュース・天気予報                                                      |
| 15:05                                                     | 三井物産食品グループミュージック・キャラバン                               | 三井物産食品グループミュージック・キャラバン                               | 三井物産食品グループミュージック・キャラバン                               | 三井物産食品グループミュージック・キャラバン                               | 三井物産食品グループミュージック・キャラバン                               |
| 15:25                                                     | 交通情報                                                                   | 交通情報                                                                   | 交通情報                                                                   | 交通情報                                                                   | 交通情報                                                                   |
| 15:30                                                     | にっぽん診断・NISSANなるほどステーション                                   | にっぽん診断・NISSANなるほどステーション                                   | にっぽん診断・NISSANなるほどステーション                                   | にっぽん診断・NISSANなるほどステーション                                   | にっぽん診断・NISSANなるほどステーション                                   |
| 15:40                                                     | 読売プロ野球情報・毎日タウン情報                                           | 読売プロ野球情報・毎日タウン情報                                           | 読売プロ野球情報・毎日タウン情報                                           | 読売プロ野球情報・毎日タウン情報                                           | 読売プロ野球情報・毎日タウン情報                                           |

### 1985年10月
|       | 月 - 金曜日                                                                | 月 - 金曜日                                                                | 月 - 金曜日                                                                | 月 - 金曜日                                                                | 月 - 金曜日                                                                |
| ----- | -------------------------------------------------------------------------- | -------------------------------------------------------------------------- | -------------------------------------------------------------------------- | -------------------------------------------------------------------------- | -------------------------------------------------------------------------- |
| 8:30  | おしゃべりモーニング〜噂のうわさ〜                                         | おしゃべりモーニング〜噂のうわさ〜                                         | おしゃべりモーニング〜噂のうわさ〜                                         | おしゃべりモーニング〜噂のうわさ〜                                         | おしゃべりモーニング〜噂のうわさ〜                                         |
| 8:40  | 日本人物地図 ザ・スケジュール                                              | 日本人物地図 ザ・スケジュール                                              | 日本人物地図 ザ・スケジュール                                              | 日本人物地図 ザ・スケジュール                                              | 日本人物地図 ザ・スケジュール                                              |
| 8:50  | [都民ニュース                                                              | [都民ニュース                                                              | [都民ニュース                                                              | [都民ニュース                                                              | [都民ニュース                                                              |
| 8:55  | TBSニュース・交通情報                                                      | TBSニュース・交通情報                                                      | TBSニュース・交通情報                                                      | TBSニュース・交通情報                                                      | TBSニュース・交通情報                                                      |
| 9:00  | ラジオ三面記事                                                             | ラジオ三面記事                                                             | ラジオ三面記事                                                             | ラジオ三面記事                                                             | ラジオ三面記事                                                             |
| 9:25  | 交通情報                                                                   | 交通情報                                                                   | 交通情報                                                                   | 交通情報                                                                   | 交通情報                                                                   |
| 9:30  | アストロ・ウガのラジオ占星術                                               | アストロ・ウガのラジオ占星術                                               | アストロ・ウガのラジオ占星術                                               | アストロ・ウガのラジオ占星術                                               | アストロ・ウガのラジオ占星術                                               |
| 9:45  | 陳平流お金の話                                                             | 陳平流お金の話                                                             | 陳平流お金の話                                                             | 陳平流お金の話                                                             | 陳平流お金の話                                                             |
| 9:55  | 交通情報                                                                   | 交通情報                                                                   | 交通情報                                                                   | 交通情報                                                                   | 交通情報                                                                   |
| 10:00 | 秋山ちえ子の談話室                                                         | 秋山ちえ子の談話室                                                         | 秋山ちえ子の談話室                                                         | 秋山ちえ子の談話室                                                         | 秋山ちえ子の談話室                                                         |
| 10:15 | 花王奥様ラジオ横丁〜お答えします〜                                         | 花王奥様ラジオ横丁〜お答えします〜                                         | 花王奥様ラジオ横丁〜お答えします〜                                         | 花王奥様ラジオ横丁〜お答えします〜                                         | 花王奥様ラジオ横丁〜お答えします〜                                         |
| 10:25 | 交通情報                                                                   | 交通情報                                                                   | 交通情報                                                                   | 交通情報                                                                   | 交通情報                                                                   |
| 10:30 | 東食ミュージックプレゼント・交通情報                                       | 東食ミュージックプレゼント・交通情報                                       | 東食ミュージックプレゼント・交通情報                                       | 東食ミュージックプレゼント・交通情報                                       | 東食ミュージックプレゼント・交通情報                                       |
| 11:00 | TBSニュース                                                                | TBSニュース                                                                | TBSニュース                                                                | TBSニュース                                                                | TBSニュース                                                                |
| 11:05 | 味の素 ハート・オブ・ポップス                                              | 味の素 ハート・オブ・ポップス                                              | 味の素 ハート・オブ・ポップス                                              | 味の素 ハート・オブ・ポップス                                              | 味の素 ハート・オブ・ポップス                                              |
| 11:20 | ちょっとおすすめいい話                                                     | ちょっとおすすめいい話                                                     | ちょっとおすすめいい話                                                     | ちょっとおすすめいい話                                                     | ちょっとおすすめいい話                                                     |
| 11:30 | 交通情報                                                                   | 交通情報                                                                   | 交通情報                                                                   | 交通情報                                                                   | 交通情報                                                                   |
| 11:35 | 浜美枝のいい人みつけた                                                     | 浜美枝のいい人みつけた                                                     | 浜美枝のいい人みつけた                                                     | 浜美枝のいい人みつけた                                                     | 浜美枝のいい人みつけた                                                     |
| 11:45 | 永六輔の誰かとどこかで                                                     | 永六輔の誰かとどこかで                                                     | 永六輔の誰かとどこかで                                                     | 永六輔の誰かとどこかで                                                     | 永六輔の誰かとどこかで                                                     |
| 12:00 | おひるのニューススタジオ（ニュース・気象現況・東京23区だより・多摩だより） | おひるのニューススタジオ（ニュース・気象現況・東京23区だより・多摩だより） | おひるのニューススタジオ（ニュース・気象現況・東京23区だより・多摩だより） | おひるのニューススタジオ（ニュース・気象現況・東京23区だより・多摩だより） | おひるのニューススタジオ（ニュース・気象現況・東京23区だより・多摩だより） |
| 12:15 | お便り大行進                                                               | お便り大行進                                                               | お便り大行進                                                               | お便り大行進                                                               | お便り大行進                                                               |
| 12:30 | 跳んでるクイズ 街ごとジャンプ                                              | 跳んでるクイズ 街ごとジャンプ                                              | 跳んでるクイズ 街ごとジャンプ                                              | 跳んでるクイズ 街ごとジャンプ                                              | 跳んでるクイズ 街ごとジャンプ                                              |
| 12:40 | 読売新聞けいざい気象現況                                                   | 読売新聞けいざい気象現況                                                   | 読売新聞けいざい気象現況                                                   | 読売新聞けいざい気象現況                                                   | 読売新聞けいざい気象現況                                                   |
| 12:45 | くらしの話題                                                               | くらしの話題                                                               | くらしの話題                                                               | くらしの話題                                                               | くらしの話題                                                               |
| 12:55 | TBSニュース・交通情報                                                      | TBSニュース・交通情報                                                      | TBSニュース・交通情報                                                      | TBSニュース・交通情報                                                      | TBSニュース・交通情報                                                      |
| 13:00 | 愛のドラマシリーズ〜昼下りの悪魔〜                                         | 愛のドラマシリーズ〜昼下りの悪魔〜                                         | 愛のドラマシリーズ〜昼下りの悪魔〜                                         | 愛のドラマシリーズ〜昼下りの悪魔〜                                         | 愛のドラマシリーズ〜昼下りの悪魔〜                                         |
| 13:15 | 今日のはっぴいニュース                                                     | 今日のはっぴいニュース                                                     | 今日のはっぴいニュース                                                     | 今日のはっぴいニュース                                                     | 今日のはっぴいニュース                                                     |
| 13:25 | 交通情報                                                                   | 交通情報                                                                   | 交通情報                                                                   | 交通情報                                                                   | 交通情報                                                                   |
| 13:30 | いらっしゃい                                                               | いらっしゃい                                                               | いらっしゃい                                                               | いらっしゃい                                                               | いらっしゃい                                                               |
| 13:55 | 交通情報                                                                   | 交通情報                                                                   | 交通情報                                                                   | 交通情報                                                                   | 交通情報                                                                   |
| 14:00 | TBSニュース                                                                | TBSニュース                                                                | TBSニュース                                                                | TBSニュース                                                                | TBSニュース                                                                |
| 14:05 | 電話大好き!やじうまホットライン                                            | 電話大好き!やじうまホットライン                                            | 電話大好き!やじうまホットライン                                            | 電話大好き!やじうまホットライン                                            | 電話大好き!やじうまホットライン                                            |
| 14:30 | 交通情報                                                                   | 交通情報                                                                   | 交通情報                                                                   | 交通情報                                                                   | 交通情報                                                                   |
| 14:35 | 石井食品 話のスナック ちちん文珍                                           | 石井食品 話のスナック ちちん文珍                                           | 石井食品 話のスナック ちちん文珍                                           | 石井食品 話のスナック ちちん文珍                                           | 石井食品 話のスナック ちちん文珍                                           |
| 14:50 | 三越ラジオショッピング                                                     | 三越ラジオショッピング                                                     | 三越ラジオショッピング                                                     | 三越ラジオショッピング                                                     | 三越ラジオショッピング                                                     |
| 14:55 | 首都圏交通情報                                                             | 首都圏交通情報                                                             | 首都圏交通情報                                                             | 首都圏交通情報                                                             | 首都圏交通情報                                                             |
| 15:00 | TBSニュース・天気予報                                                      | TBSニュース・天気予報                                                      | TBSニュース・天気予報                                                      | TBSニュース・天気予報                                                      | TBSニュース・天気予報                                                      |
| 15:05 | 三井物産食品グループミュージック・キャラバン                               | 三井物産食品グループミュージック・キャラバン                               | 三井物産食品グループミュージック・キャラバン                               | 三井物産食品グループミュージック・キャラバン                               | 三井物産食品グループミュージック・キャラバン                               |
| 15:25 | 交通情報                                                                   | 交通情報                                                                   | 交通情報                                                                   | 交通情報                                                                   | 交通情報                                                                   |
| 15:28 | ダイヤル119番                                                              | ダイヤル119番                                                              | ダイヤル119番                                                              | ダイヤル119番                                                              | ダイヤル119番                                                              |
| 15:30 | にっぽん診断・NISSANなるほどステーション                                   | にっぽん診断・NISSANなるほどステーション                                   | にっぽん診断・NISSANなるほどステーション                                   | にっぽん診断・NISSANなるほどステーション                                   | にっぽん診断・NISSANなるほどステーション                                   |
| 15:40 | 毎日タウン情報                                                             | 毎日タウン情報                                                             | 毎日タウン情報                                                             | 毎日タウン情報                                                             | 毎日タウン情報                                                             |